# Søvertorp
Søvertorp er en proprietærgård, som var krongods på Christian 4.s tid, men som aldrig har haft hovedgårdsstatus. Gården ligger øst for Rudkøbing i Skrøbelev Sogn, Langelands Nørre Herred, Svendborg Amt, Rudkøbing Kommune.
Søvertorp Gods er på 180 hektar

## Ejere af Søvertorp
- (1590-1700) Kronen
- (1700-1735) Claus Bertelsen
- (1735-1765) Riborg Clausdatter Bertelsen gift Møller
- (1765-1795) Chr. P. Møller
- (1795-1797) Enke Fru Møller gift Flindt
- (1797-1825) J. Th. Flindt
- (1825-1851) Peder Andersen
- (1851-1882) A.C. Andersen
- (1883-1931) Frederik Andersen
- (1931-1966) Axel Hansen
- (1966-1982) Forskellige ejere
- (1982-) Morten Wistoft Larsen